# Solar Soul
Solar Soul – siódmy studyjny album szwajcarskiego zespołu Samael wydany 1 czerwca 2007 r. przez wytwórnię Nuclear Blast. Poprzedzony został wydanym w maju tego samego roku singlem Valkyries' New Ride. Do utworu "Slavocracy" nakręcony został wideoklip.

## Lista utworów
1. "Solar Soul" – 3:44
2. "Promised Land" – 3:57
3. "Slavocracy" – 3:30
4. "Western Ground" – 4:06
5. "On The Rise" – 3:51
6. "Alliance" – 3:40
7. "Suspended Time" – 3:44
8. "Valkyries' New Ride" – 3:53
9. "AVE !" – 4:15
10. "Quasar Waves" – 3:36
11. "Architect (Bonus Track)" – 3:52
12. "Olympus" – 4:39

## Twórcy
- Vorph - gitara, wokal;
- Makro - gitara;
- Mas - gitara basowa;
- Xy - instrumenty klawiszowe, programowanie, perkusja.

Gościnnie:
- Vibeke Stene - wokal w "Suspended Time";
- Sami Yli-Sirniö - sitar w "Quasar Waves".

Autorem tekstów jest Vorph, muzykę napisał Xy.

## Listy sprzedaży
| Lista   | Kraj       | Pozycja |
| ------- | ---------- | ------- |
| Top 100 | Szwajcaria | 41      |